# Natascha Keller
Natascha Keller (Berlín Occidental, 3 de julio de 1977) es una exjugadora alemana de hockey sobre césped.

## Trayectoria
Keller tuvo su primera participación olímpica en Atlanta 1996. En Atenas 2004 derrotó a Países Bajos en la final y obtuvo la primera medalla de oro de su selección. 
En 1999 ganó el premio a mejor jugadora del mundo. En Londres 2012 fue abandera de Alemania.